# King's African Rifles

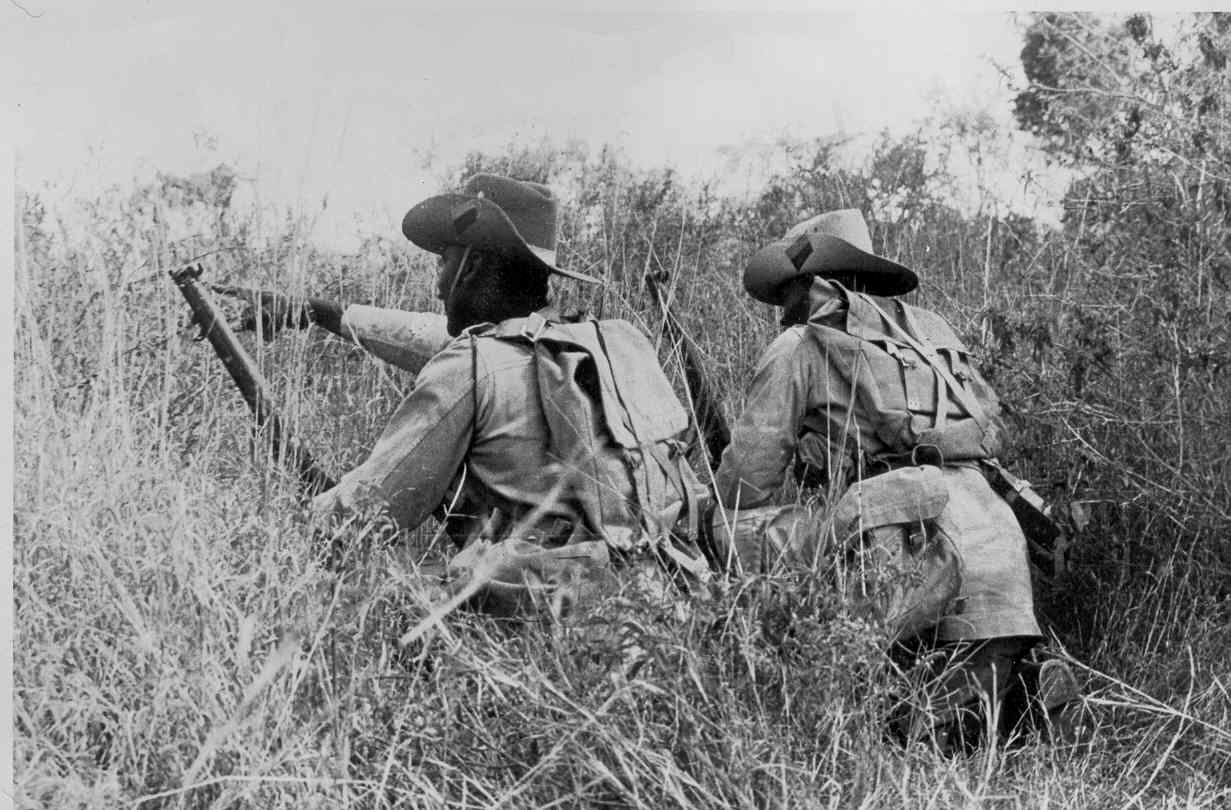
Soldados quenianos do KAR.

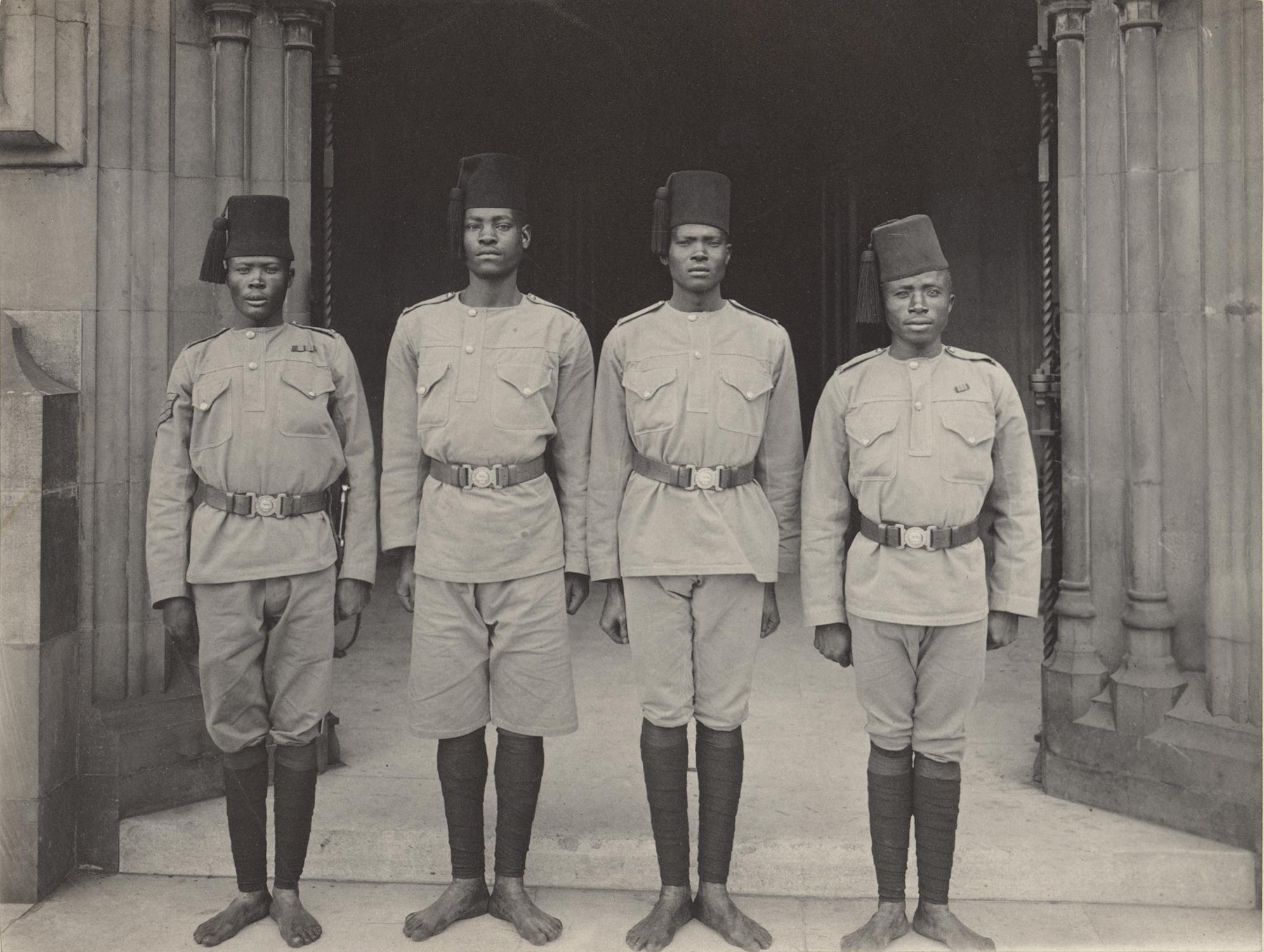
Soldados sudaneses do King's African Rifles durante a coroação do rei Eduardo VII.

O King's African Rifles (KAR; Fuzileiros Reais Africanos) foi um regimento colonial britânico de soldados locais recrutados pela África Oriental Britânica no que é hoje a região dos países ao redor dos Grandes Lagos Africanos. Esteve ativo de 1902 até o processo de descolonização da África na década de 1960.
Suas principais funções eram a defesa dos territórios coloniais e segurança interna. Contudo, também foram usados para lutar pelo Reino Unido no exterior, servindo tanto na Primeira quanto na Segunda Guerra Mundial. As fileiras de recrutas (askaris) eram formadas por nativos, embora a maioria dos oficiais eram brancos do Exército Britânico. Perto do começo do colapso do Império Britânico na África, oficiais comissionados nativos passaram a ser aceitos.